# Un negocio virtuoso
Un negocio virtuoso (en hangul, 정숙한 세일즈; en hanja, 貞淑한 세일즈; McCune-Reischauer, Chŏngsuk'an seilchŭ; literalmente, «Ventas tranquilas») es una serie de televisión surcoreana escrita por Choi Bo-rim, dirigida por Cho Woong, y protagonizada por Kim So-yeon, Yeon Woo-jin, Kim Sung-ryung, Kim Sun-young y Lee Se-hee. Está basada en un webtoon o historia digital homónimo, escrito y dibujado por Seo Ireh y Namon. Se emitió por el canal tvN desde el 12 de octubre hasta el 17 de noviembre de 2024, en horario de sábados y domingos a las 21:20 (hora local coreana). También se encuentra disponible en la plataforma Netflix para algunos países del mundo.

## Sinopsis
En 1992, cuatro mujeres que viven en una zona rural, se lanzan a un negocio de venta de puerta en puerta de productos para adultos, en una época en la que era difícil incluso hablar de sexo en voz alta. A través de diversas situaciones se ve a las mujeres superar obstáculos y construir lazos de amistad.

## Reparto

### Principal
- Kim So-yeon como Han Jung-sook, un ama de casa que, como indica el nombre de la serie, ha vivido siempre una vida virtuosa. Fue elegida en su juventud como Miss Geumje Chili Lady por su luminosa belleza, se casó con su primera pareja amorosa y llevó una vida modesta y pasiva. Sin embargo, sus penurias económicas la obligan a buscar un segundo empleo, así que empieza a trabajar vendiendo lencería sexi y productos para adultos a domicilio, y descubre su talento natural para el marketing, el cual ni siquiera sabía que tenía.[3][4][5]
- Yeon Woo-jin como Kim Do-hyun, un oficial de policía de estilo americano que vivió en Estados Unidos. Creció en una familia adinerada y se graduó en una prestigiosa escuela de la Ivy League. Regresó a Corea y ascendió rápidamente gracias a promociones especiales en la comisaría de policía de Gangnam, pero por alguna razón lo transfieren a la de Geumje, donde no tiene ningún contacto.[3][6]
- Kim Sung-ryung como Oh Geum-hee, lse graduó en literatura inglesa en la Universidad Femenina Ewha y creció con buenos modales y considerada una dama en aquel entonces. Sin embargo, pasa sus días como ama de casa, sin mayores expectativas que tener la casa primorosa y cocinar para su esposo. En un intento por ayudar a Jung-sook, se ve envuelta en la venta de casa en casa de lencería y productos para adultos, lo que la lleva a una autorreflexión inesperada.[3][7][8]
- Kim Sun-young como Seo Young-bok, es madre de cuatro hijos, con una relación maravillosa con su marido y ha creado una familia feliz. Una familia compuesta por tantos miembros exije ingresos importantes, por lo que Young-bok se lanza a la venta de productos eróticos casa por casa. Tiene un gran sentido del humor, y una solidaridad con sus amigas a prueba de todo.[3][9][10]
- Lee Se-hee como Lee Joo-ri, es una madre soltera que cría sola a su hijo, lo que no impide que sea coqueta y etrovertida. Dirige un salón de belleza y es el foco de las miradas masculinas debido a su indumentaria atrevida y a su belleza. Aunque al principio se ve obligada a unirse a las ventas por necesidad económica, las experiencias la hacen crecer como mujer y como ser humano.[3][11][12]

### Secundario

#### Entorno de Jung-sook
- Choi Jae-rim como Kwon Sung-soo, el infiel esposo de Jung-sook, que tras una pelea con su jefe pierde el trabajo y se queda en paro y sin ingresos.[13]
- Kang Ae-shim como Lee Bok-soon, la madre de Jung-sook.[14]
- Hong Ji-hee como Sung Mi-hwa, la mejor amiga de Han Jung-sook.

#### Comisaría de Geumje
- Seo Hyun-cheol como Seo Hyun-shik, un colega de Do-hyun.[15]
- Jung Soon-won como Na Sung-jae, un colega de Do-hyun que sueña con un romance con Joo-ri.[16]

#### Otros
- Kim Won-hae como Choi Won-bong, el marido de Geum-hee, un hombre de mentalidad conservadora y autoritaria; es un farmacéutico que dirige la única farmacia de Geumje y gana mucho dinero.[17]
- Im Cheol-soo como Park Jong-sun, el cariñoso pero incompetente marido de Young-bok, que la ama con pasión.[18]
- Kim Jung-jin como Uhm Dae-geun, hijo de un rico agente inmobiliario, que trabaja a tiempo parcial en la farmacia del pueblo.[19][20]
- Park Ok-chool como propietario de un supermercado local.[16]
- Park Ji-ah como dueña de una carnicería.[16]
- Joo In-young como la dueña de una ferretería que es una de las cuatro mujeres que luchan contra el grupo de amigas vendedoras, y se ve envuelta en varios incidentes con Jung-sook.[21][22]
- Shim Wan-joon como Park In-tae, el esposo de Mi-hwa.[16]
- Woo Hyun-joo como Cho Soon-ae, que dirige una tienda de alquiler de videos.[23][24]
- Jung Young-joo como Huh Young-ja, la madre de Seo-yeon y Dae-geun. Tiene una gran influencia en los habitantes de la loiclidad, principalmente en las mujeres, debido a su estatus económico. Parece haber formado una familia feliz, con su marido, el hombre más rico de Geumje, pero en realidad son una pareja de escaparate desde hace mucho tiempo, su hija está envejeciendo sin casarse y su hijo tiene un complejo de inferioridad por no haber estudiado.[25][26]
- Jung Min-joon como Jang Dong-woo, el hijo de Joo-ri.
- Kim Sun-mi.[16]
- Jeon Soo-ji como Uhm Seo-yeon, la hermana mayor de Dae-geun, una clienta interesada en el primer día de ventas.[16][27]

### Apariciones especiales
- Ra Mi-ran como Kim Mi-ran, directora ejecutiva de Fantasy Lingerie, una empresa que vende productos para adultos de puerta en puerta (episodios 1 y 12).[28][29]

## Producción
La serie, producida por HighZum  Studio y 221b, es una adaptación de la británica Brief Encounters, emitida en ITV en 2016; está escrita por Choi Bo-rim y dirigida por Jo Woong. El 15 de marzo de 2024 se anunciaron los nombres de tres de las protagonistas: Kim So-yeon, Kim Sung-ryung y Lee Se-hee. Cinco días después se añadió el nombre de Kim Sun-young.
Según la protagonista Kim So-yeon, «esta es la primera serie televisiva en la que los productos para adultos se exponen directamente de esta manera. Es significativo porque toca un tema que ha sido tabú. Más que nada, resulta atractivo que el tema del sexo se incluya en la historia de nuestras vidas sin que resulte gravoso».
El 4 de septiembre de 2024 se publicó un cartel de avance del personaje Han Jung-sook. Dos días después se distribuyeron imágenes de la primera lectura del guion, que había tenido lugar en Sangam-dong, Mapo-gu, Seúl, en el precedente mes de mayo, y a la que asistieron el director Jo Woong, el escritor Choi Bo-rim, y los actores Kim So-yeon, Yeon Woo-jin, Kim Seong-ryeong, Kim Sun-young, Lee Se-hee, Kim Won-hae, Choi Jae-rim, Lim Cheol-soo, Kang Ae-sim, Seo Hyun-cheol, Jeong Soon-won, Kim Jeong-jin, Park Ok-chul, Park Ji-ah, Kim Seon-mi, Joo In-young, Hong Ji-hee, Shim Wan-jun y Jeon Soo-ji.
El 20 de septiembre de 2024 JTBC lanzó el tercer avance de la serie, que muestra la llegada al pueblo de Kim Do-hyun, y tres días después el cartel principal. El 11 de octubre se presentó la producción en una conferencia de prensa que se celebró en el hotel Eliena en Gangnam-gu, Seúl. Durante la misma el director Cho Woong manifestó que había tenido muchas preocupaciones sobre la dirección por el tema de la historia, para no cruzar la línea que divide lo agradable de lo desagradable: «en lugar de centrarme en la perspectiva, me centré en cómo mostrar los corazones de las personas que venden (productos para adultos) y los corazones de las personas que los compran. Tuve cuidado y traté de no dejar que la historia fuera absorbida por el material».

## Audiencia
| Temporada | Temporada | Episodio número | Episodio número | Episodio número | Episodio número | Episodio número | Episodio número | Episodio número | Episodio número | Episodio número | Episodio número | Episodio número | Episodio número | Promedio |
| Temporada | Temporada | 1               | 2               | 3               | 4               | 5               | 6               | 7               | 8               | 9               | 10              | 11              | 12              | Promedio |
| --------- | --------- | --------------- | --------------- | --------------- | --------------- | --------------- | --------------- | --------------- | --------------- | --------------- | --------------- | --------------- | --------------- | -------- |
|           | 1         | 0.833           | 1.016           | 1.014           | 1.289           | 1.124           | 1.302           | 1.126           | 1.302           | 0.995           | 1.355           | 1.271           | 1.898           | 1.210    |

| Episodio | Fecha de emisión        | Índices de audiencia (Nielsen Korea) | Índices de audiencia (Nielsen Korea) |
| Episodio | Fecha de emisión        | Nacional                             | Seúl                                 |
| --- | ----------------------- | ------------------------------------ | ------------------------------------ |
| 1 | 12 de octubre de 2024   | 3,862 % (1.ª)                        | 3,996 % (1.ª)                        |
| 2 | 13 de octubre de 2024   | 4,544 % (1.ª)                        | 4,676 % (1.ª)                        |
| 3 | 19 de octubre de 2024   | 4,632 % (1.ª)                        | 5,101 % (1.ª)                        |
| 4 | 20 de octubre de 2024   | 5,924 % (1.ª)                        | 6,495 % (1.ª)                        |
| 5 | 26 de octubre de 2024   | 5,070 % (1.ª)                        | 5,559 % (1.ª)                        |
| 6 | 27 de octubre de 2024   | 6,035 % (1.ª)                        | 6,188 % (1.ª)                        |
| 7 | 2 de noviembre de 2024  | 4,834 % (1.ª)                        | 5,091 % (1.ª)                        |
| 8 | 3 de noviembre de 2024  | 5,576 % (1.ª)                        | 5,664 % (1.ª)                        |
| 9 | 9 de noviembre de 2024  | 4,393 % (1.ª)                        | 5,027 % (1.ª)                        |
| 10 | 10 de noviembre de 2024 | 5,950 % (1.ª)                        | 6,015 % (1.ª)                        |
| 11 | 16 de noviembre de 2024 | 5,725 % (1.ª)                        | 5,846 % (1.ª)                        |
| 12 | 17 de noviembre de 2024 | 8,580 % (1.ª)                        | 9,077 % (1.ª)                        |
| Promedio | Promedio                | 5,377 %                              | 5,391 %                              |
| - En la tabla superior, los números azules representan las calificaciones más bajas y los números rojos representan las más altas. - Esta serie se transmite en un canal de cable/televisión de pago, que normalmente tiene una audiencia menor respecto a las emisoras de televisión públicas/gratuitas (KBS, SBS, MBC y EBS). |                         |                                      |                                      |

## Repercusiones
Según fuentes comerciales citadas en medios de prensa, en Corea del Sur se detectó a lo largo de la emisión de la serie un aumento de entre el 10 y el 20 % en la venta de juguetes sexuales orientados a las mujeres. También aumentó la afluencia de clientas a los comercios de este tipo de productos. Según el crítico Yoon Seok-jin, Un negocio virtuoso es la primera serie coreana que pone el discurso sobre el sexo en primer plano, mostrando así un cambio en la sensibilidad del público televisivo.